# Зибарев, Андрей Викторович
Андрей Викторович Зибарев (род. 1952, Томск) — российский учёный, доктор химических наук, профессор.

## Биография
Родился в 1952 году в семье Зибарева Виктора Андреевича (впоследствии доктора исторических наук, профессора) и Серебряковой Музы Павловны (впоследствии заслуженного работника культуры РСФСР). Брат — Павел Викторович Зибарев (1955—2012) — доктор технических наук, профессор, работал в Томском государственном архитектурно-строительном университете.
В 1975 году окончил с отличием химический факультет Томского государственного университета. В 1981 году защитил диссертацию на степень кандидата химических наук, с 1996 года — доктор химических наук. С 2003 года читает лекции по курсу физической органической химии на кафедре химической физики Новосибирского государственного университета. Научные интересы связаны с исследованиями в области гетероатомной химии. Андрей Викторович Зибарев является автором свыше 100 статей и обзоров, участник совместных исследований с университетами Германии и Великобритании, является руководителем проектов, поддерживаемых российскими и международными грантами.
С 2001 по октябрь 2022 года возглавлял Лабораторию гетероциклических соединений Новосибирского института органической химии СО РАН, где в настоящее время является главным научным сотрудником.

## Публикации
- А.В. Зибарев. Физическая органическая химияу. Учебное пособие, предназначенное для студентов младших курсов физических и химических специальностей университетов. — Новосибирск: ИПЦ НГУ, 2018. — ISBN 978-5-4437-0798-3.
- Е. Радюш, Н. Семенов, Я. Пономарева, А. Зибарев. Супрамолекулярные комплексы 1,2,5-селенадиазолов с галогенид-ионами: синтез, молекулярное и кристаллическое строение // СТОС-2022, Шерегеш, Россия, 20-26 марта 2022, Сборник тезисов. — С. 105.
- Е.А. Чуланова, Е.А. Радюш, И.Ю. Багрянская, А.В. Зибарев. Комплексы с переносом заряда на основе производных тетратиафульвалена и 1,2,5-халькогенадиазолов // IX Молодёжная конференция ИОХ РАН, 2021, Москва. Сборник тезисов. — С. 268.
- A.V. Zibarev. Chapter 7: Chalcogen-Nitrogen Heterocyclic Radicals // Chalcogen Chemistry: Fundamentals and Applications. — doi:10.1039/BK9781839167386-00168.
- A. A. Buravlev, A. Yu. Mararov, O. A. Rakitin, A. V. Zibarev. Wolmershaeuser radicals: chemistry and materials science // Mendeleev Communications. — 2023. — № 33 (4). — С. 439-447. — doi:10.1016/j.mencom.2023.06.001.